# Il pane altrui
Il pane altrui è un film muto italiano del 1913 diretto, sceneggiato e interpretato da Ubaldo Maria Del Colle. Il film è tratto dalla commedia Pane altrui del 1857 di Ivan Sergeevič Turgenev.